# Voegwoord
Een voegwoord of conjunctie is een woord dat twee deelzinnen (ook wel 'clauses' genoemd) met elkaar verbindt.

## Onderscheid naar grammaticale functie
Voegwoorden zijn in twee soorten te verdelen:
1. Een nevenschikkend voegwoord verbindt twee zinnen of deelzinnen die even belangrijk zijn. Ze zijn gelijkwaardig en staan als het ware naast elkaar. Een nevenschikkend voegwoord staat altijd tussen de deelzinnen in, nooit aan het begin.
2. Een onderschikkend voegwoord verbindt een bijzin aan een hoofdzin, of, anders gezegd, een deelzin aan een grotere overkoepelende zin. In de overkoepelende zin heeft de ondergeschikte zin dan meestal de functie van een bijwoord, en kan daardoor ook aan het begin van de zin staan.

Een voorbeeld in het Nederlands dat het verschil laat zien is:
- Nevenschikkend: Ik ga met de fiets, want het is mooi weer.
- Onderschikkend: Ik ga met de fiets, omdat het mooi weer is.

Het nevenschikkende voegwoord want verbindt twee hoofdzinnen, "Ik ga met de fiets" en "het is mooi weer". Het onderschikkende voegwoord omdat verbindt een bijzin "het mooi weer is" aan een hoofdzin "Ik ga met de fiets". Omdat want nevenschikkend is, kan het niet aan het begin van de zin gezet worden. Het onderschikkende omdat echter wel, omdat de daarmee gevormde bijzin een bijwoord vormt, en dus overal geplaatst kan worden waar een bijwoord ook zou gaan:
- **Want het is mooi weer, ga ik met de fiets. (kan niet)
- Omdat het mooi weer is, ga ik met de fiets. (kan wel, vergelijk: Daarom ga ik met de fiets.)

Het Nederlands heeft V2-woordvolgorde, waardoor in de hoofdzin het vervoegde werkwoord (hier ga) altijd het tweede zinsdeel moet zijn. Hierdoor moeten ik en ga hier van plaats wisselen. Deze regel geldt echter alleen voor de hoofdzin, niet voor de bijzin. Daarom komt in het eerdere voorbeeld het woord is bij het onderschikkende voegwoord aan het einde van de bijzin het mooi weer is, maar bij het nevenschikkende voegwoord op de tweede plaats (het is mooi weer). Als gevolg kunnen bijzinnen meestal niet zonder verandering van de woordvolgorde als zelfstandige zin gebruikt worden.
V2-woordvolgorde komt niet voor in het Engels of de meeste andere talen, waardoor dit geen probleem is:
- Nevenschikkend: I'm going to ride my bike, for the weather is nice.
- Onderschikkend: I'm going to ride my bike because the weather is nice.

Hier is de bijzin in beide gevallen the weather is nice, wat prima als zelfstandige zin gebruikt kan worden. De regel dat een nevenschikkend voegwoord nooit aan het begin van een zin kan staan, geldt echter nog wel in het Engels:
- **For the weather is nice, I'm going to ride my bike. (kan niet)
- Since the weather is nice, I'm going to ride my bike. (kan wel)

## Onderscheid naar inhoudelijke functie
Voegwoorden worden ook wel ingedeeld in groepen aan de hand van hun functie. Bijvoorbeeld:
- Tijdigheid (terwijl, nadat en voordat)
- Redengevend (omdat, want).
- Beperkende (behalve)
- Vergelijkende (zoals, alsof)
- Doelaangevende (opdat)
- Disjunctieve (of)
- Toegevende (hoewel, ofschoon)
- Voorwaardelijke (als, indien, mits, tenzij)

## In het Nederlands
Voegwoorden zijn erg belangrijke woorden in de Nederlandse taal, ook al zijn het vaak korte en onbeduidende woordjes zoals en. Ze kunnen niet gemist worden om het gezegde te verduidelijken. Ter illustratie: de volgende drie zinnen hebben geheel uiteenlopende betekenissen, alleen doordat het voegwoord verschilt:
- Hij noch ik hielden van Hans.
- Hij en ik hielden van Hans.
- Hij of ik hield van Hans.

Nederlandse voegwoorden zijn:
- en
- of
- alsof
- maar, doch
- noch
- dus, derhalve
- daardoor, daarom
- doordat, door
- terwijl
- omdat, aangezien, want, daar, dewijl, doordien, naardien, nademaal, overmits, vermits, wijl
- indien, ingeval, zo
- zodat
- opdat
- sinds, sedert
- nadat
- dat
- vooraleer, voor, aleer, eer
- voordat
- totdat
- toen
- zodra
- als, zoals
- als ... dan
- zonder dat
- behalve
- al, alhoewel, hoewel, ofschoon, schoon
- mits
- tenware
- tenzij
- naar
- naargelang, naarmate
- wanneer

Zinnen beginnend met en, maar, want, dus en doch zijn nevenschikkend.
Zinnen met of kunnen zowel neven- als onderschikkend zijn:
- Ik weet niet of hij komt. (onderschikkend: drukt twijfel uit, of leidt een indirecte vraag in)
- Hij zit nog in de file of hij kon niet uit zijn bed komen. (nevenschikkend: drukt keuze uit)

Voor een voegwoord wordt altijd een komma gezet als het voegwoord twee zinsdelen verbindt. Dit geldt meestal niet voor de voegwoorden dat en en. Als of nevenschikkend wordt gebruikt, vervalt de komma in verreweg de meeste gevallen ook.